# Pavel Hayek
Pavel Hayek (* 10. března 1959 Brno) je český malíř a grafik žijící v Brně. Je zástupcem tzv. konkrétního umění, tj. uměleckého proudu zdůrazňujícího geometrickou abstrakci. Dlouhodobě se inspiruje strukturami tvarů přírodnin, v novějších dílech klade důraz na optiku a dynamizaci plochy. V 80. letech 20. století se zabýval grafikou a ilustracemi, od roku 1990 maluje převážně černobílé strukturální obrazy, grafiky a fotogramy.

## Život
V letech 1973–1982 navštěvoval Lidovou školu umění J. Kvapila v Brně, kde ho učil Petr Skácel. V letech 1990–2001 byl členem TT Klubu, od roku 1998 je členem Klubu konkretistů.
Pracoval střídavě v Moravské galerii, Domě umění a ve Wannieck Gallery v Brně.

## Vývoj tvorby
Pavel Hayek si na počátku 90. let 20. století vytvořil svébytný, nezaměnitelný výtvarný jazyk založený na nově a osobitě uchopených strukturách, jejichž základ tvoří nejčastěji přírodní prvky. Racionálně koncipovaná malba pracující především s kontrastem bílé a černé barvy v mnohém navazuje na autorovy experimenty s fotogramy, v nichž pracoval se siluetami rostlinných detailů. Toto období představují zejména velkoformátová plátna s celoplošnou strukturou vytvořenou z obrysů drobných přírodnin, například česneků, jablek nebo listů stromů či rostlinných semen. Za prvopočátek jeho relevantní tvorby je možné považovat obraz Česneky vzniklý v létě roku 1990. Od roku 2000 se mezi těmito strukturami objevují i koruny stromů, kontrastní až dramatická torza starých stromů či lyricky působící výseky krajiny. Obrazy někdy poukazují na původní materii, jindy se stávají těžko čitelnou abstraktní plochou.  
Kolem roku 2014 Pavel Hayek začíná vytvářet obrazový cyklus nazvaný Textilie, v němž vizualizuje téma rozbití či deformování pravidelného geometrického řádu. Textilní vzory látek, jako jsou pruhy, puntíky, kostky a další, jsou zvlněním nebo mačkáním látky deformovány, někdy až k nečitelnosti.  
Exkursem do jiných témat byly cykly obrazů nazvaných Mechanické partitury, které autor vytvářel také od roku 2014 a obracel se v nich k technickému prvku, jímž jsou záznamy určené pro automatofony. Znakové pásy či disky tvoří přepis partitur pro tyto přístroje. Takto racionálně vytvořené obrazy-partitury vytvářejí opět strukturu, která v sobě nezapře dynamiku, metrickou strukturu i celkovou hudebnost.  
Následujícím cyklem jsou obrazy vznikající kolem roku 2016 a vytvářené pomocí malířských dekorativních válečků. Celá plocha obrazu je vždy pokryta otisky jednoho typu válečkového vzoru. Autor používá různé způsoby nanášení válečkové stopy od zdvojení a rozostření až po překrývání více vrstev. Vzory dekorativních válečků tím vytvářejí abstraktní struktury traktované rytmy a ornamenty, a zároveň kombinované s gestem ruky.
Kolem roku 2018 autor začíná vytvářet geometrické černobílé obrazy, pro něž je charakteristický silný optický účinek. Jedná se o velké formáty vytvářené překrýváním hustých geometrických rastrů se základními geometrickými prvky, které pokrývají plochu s určitými odstupy, mnohdy s otáčením kolem středu. Tím vzniká vizuální efekt moiré, který tento jinak mechanický jazyk oživuje. Následuje cyklus obrazů, kde se překrývají rastry dvou různých geometrických tvarů, opět v pozitivu a negativu. Vznikají tak struktury geometrických fragmentů, kde se tyto různé geometrické formy prolínají, přičemž i zde dochází k narušování pevného geometrického řádu a jeho znejistění.
Hayekův svět struktur je velmi proměnlivý, imaginativní a estetický. Jeho díla jsou konkrétní i abstraktní zároveň; černobílá kombinace přináší dvojznačnost.
Při prezentaci své tvorby dlouhodobě spolupracuje s německou Edition & Galerie Hoffmann v galerijním okruhu Frankfurtu nad Mohanem, která jeho obrazy představila na významných světových veletrzích umění, například na Art Cologne v Kolíně nad Rýnem, Art Paris a dalších. V českém prostředí spolupracuje mj. s Fait Gallery, Petr Novotný Gallery a Galerií Závodný v Mikulově. Od 80. let 20. století vystavuje na samostatných i skupinových výstavách v Česku i v zahraničí. Jeho díla jsou zastoupena v Národní galerii v Praze, Moravské galerii v Brně či National Gallery of Art ve Washingtonu.